# Boswellia ameero
Boswellia ameero es una especie de planta fanerógama perteneciente a la familia de las burseráceas.

## Distribución y hábitat
Es un endemismo de la isla de Socotra, en Yemen, es común a nivel local en los bosques áridos, en parte, de hoja caduca; sin embargo, las poblaciones son fragmentarias, con añosa arboleda, rara vez regeneradoras. Además, el hábitat de B. ameero puede ser degradante. Las flores de B. ameero varian; en algunas poblaciones son de color rosa brillante, en otros, de color rosa pálido.

## Usos
Boswellia ameero se utiliza a veces por su resina.

## Taxonomía
Boswellia ameero fue descrita por Isaac Bayley Balfour y publicado en Proceedings of the Royal Society of Edinburgh 11: 505. 1882.